# Districtul Nam Khun
Nam Khun (în thailandeză น้ำขุ่น) este un district (Amphoe) din provincia Ubon Ratchathani, Thailanda, cu o populație de 30.587 de locuitori și o suprafață de 377,5 km².

## Componență
Districtul este subdivizat în 4 subdistricte (tambon), care sunt subdivizate în 49 de sate (muban).
| Nr. | Nume       | În thailandeză | Sate | Locuitori |  |
| --- | ---------- | -------------- | ---- | --------- |  |
| 1.  | Ta Kao     | ตาเกา          | 12   | 8,936     |  |
| 2.  | Phaibun    | ไพบูลย์          | 14   | 7,316     |  |
| 3.  | Khilek     | ขี้เหล็ก          | 13   | 7,840     |  |
| 4.  | Khok Sa-at | โคกสะอาด       | 10   | 6,495     |  |